# Campionati mondiali di badminton 2001
I campionati mondiali di badminton 2001 sono stati la 12ª edizione dei campionati mondiali di badminton.
La competizione si è svolta dal 3 al 10 giugno a Siviglia, in Spagna.

## Medagliere
| Posiz. | Nazione       | Oro | Argento | Bronzo | Totale |
| ------ | ------------- | --- | ------- | ------ | ------ |
| 1      | Cina          | 3   | 2       | 4      | 9      |
| 2      | Indonesia     | 2   | 0       | 1      | 3      |
| 3      | Corea del Sud | 0   | 2       | 1      | 3      |
| 4      | Danimarca     | 0   | 1       | 2      | 3      |
| 5      | Malaysia      | 0   | 0       | 2      | 2      |

## Podi
| Evento              | Oro                         | Argento                    | Bronzo                         |
| Singolare maschile  | Hendrawan                   | Peter Gade                 | Taufik Hidayat                 |
| Singolare maschile  | Hendrawan                   | Peter Gade                 | Chen Hong                      |
| Singolare femminile | Gong Ruina                  | Zhou Mi                    | Gong Zhichao                   |
| Singolare femminile | Gong Ruina                  | Zhou Mi                    | Zhang Ning                     |
| Doppio maschile     | Tony Gunawan Halim Haryanto | Ha Tae-kwon Kim Dong-moon  | Chew Choon Eng Chan Chong Ming |
| Doppio maschile     | Tony Gunawan Halim Haryanto | Ha Tae-kwon Kim Dong-moon  | Choong Tan Fook Lee Wan Wah    |
| Doppio femminile    | Gao Ling Huang Sui          | Zhang Jiewen Wei Yili      | Ra Kyung-min Lee Kyung-won     |
| Doppio femminile    | Gao Ling Huang Sui          | Zhang Jiewen Wei Yili      | Chen Lin Jiang Xuelian         |
| Doppio misto        | Zhang Jun Gao Ling          | Kim Dong-moon Ra Kyung-min | Michael Søgaard Rikke Olsen    |
| Doppio misto        | Zhang Jun Gao Ling          | Kim Dong-moon Ra Kyung-min | Jens Eriksen Mette Schjoldager |